# (29613) Charlespicard
(29613) Charlespicard est un astéroïde de la ceinture principale.

## Description
(29613) Charlespicard est un astéroïde de la ceinture principale. Il fut découvert par Paul G. Comba le 16 septembre 1998 à Prescott. Il présente une orbite caractérisée par un demi-grand axe de 2,12 UA, une excentricité de 0,137 et une inclinaison de 4,69° par rapport à l'écliptique.
Il fut nommé d'après le mathématicien français Émile Picard (1856-1941).

## Compléments